# خادمة القمر
خادمة القمر The Moon Maid هي رواية خيالية للكاتب الأمريكي إدغار رايس بوروز، وصدرت في فبراير 1926.
كتبت في ثلاثة أجزاء، فنشر الجزء الأول في يونيو 1922 تحت عنوان خادمة القمر، ونشر الجزء الثاني في عام 1919 تحت عنوان تحت العلم الأحمر ، وأعيد تسميته لاحقًا رجال القمر ، وكان الجزء الثالث بعنوان الصقر الأحمر . والجزء الأخير يدور أحداثه في روسيا السوفيتية المعاصرة، وتصور البلاشفة كأشرار. وتدور أحداثها في أمريكا المستقبلية الواقعة تحت الحكم السوفييتي الماركسي. ونظرًا لأن هذا لم يكن شائعًا لدى الناشرين، فقد نقله بوروز إلى بيئة خيال علمي، حيث استولى "كالكارز" الأشرار الشبيهون بالشيوعيين على القمر (في الجزء الأول) ثم الأرض (في الجزء الثاني، مع مساعدة رجل الأرض المنشق) ويتم الإطاحة به أخيرًا في الجزء الثالث.